# Chotusice
Chotusice (en allemand : Chotusitz) est une commune du district de Kutná Hora, dans la région de Bohême-Centrale, en République tchèque. Sa population s'élevait à 747 habitants en 2020.

## Géographie
Chotusice se trouve à 7 km au nord-ouest de Kralupy nad Vltavou, à 19 km au nord-est de Kutná Hora et à 29 km au nord-est de Prague.
La commune est limitée par Rohozec au nord, par Žehušice et Vlačice à l'est, par Čáslav au sud et au sud-ouest, et par Církvice à l'ouest.

## Histoire
La première mention écrite de la localité date de 1142. Le 17 mai 1742, la bataille de Chotusitz opposa les Autrichiens sous les ordres de Charles-Alexandre de Lorraine aux Prussiens commandés par Frédéric II de Prusse, qui l'emportèrent.

## Administration
La commune se compose de deux quartiers :
- Chotusice
- Druhanice